# Herálec (ort i Tjeckien, lat 49,53, long 15,46)
Herálec är en ort i Tjeckien.   Den ligger i regionen Vysočina, i den centrala delen av landet, 100 km sydost om huvudstaden Prag. Herálec ligger 564 meter över havet och antalet invånare är 1 080.
Terrängen runt Herálec är huvudsakligen platt, men åt nordväst är den kuperad. Terrängen runt Herálec sluttar norrut. Runt Herálec är det tätbefolkat, med 297 invånare per kvadratkilometer. Närmaste större samhälle är Jihlava, 17,8 km sydost om Herálec. I omgivningarna runt Herálec växer i huvudsak blandskog.